# Meroë
Meroë, grekernas och romarnas benämning på huvudstaden i det forntida etiopiska riket och på området däromkring mellan Nilen, Atbara och Blå Nilen.
24 juni 2011 fick Meroë världsarvsstatus.

## Historik
Staden Meroë låg enligt Strabon på en ö med samma namn emellan Nilen och Astaboras (Atbara), det vill säga på den fruktbara slätten emellan dessa floder, varför allmänt antas att Meroë låg ett stycke nordöst om staden Schendi, vid ungefär 17° nordlig bredd. Där kvarstår vidsträckta ruiner av en betydande stad och tre grupper av sammanlagt över 200 pyramider.
Detta rike, Meroë, som omnämns först av Herodotos, följde på ett äldre etiopiskt rike i Napata längre ned vid Nilen, något nedanför 4:e katarakten. Det äldre Meroë, inskrifternas Napata, var ursprungligen civiliserat av egyptierna och lydde under dem, men blev senare oberoende och till och med utgångspunkten för en egyptisk dynasti, den 25:e (707 - 663 f. Kr.), till vilken Bibelns So (2 Kon. 17:4) och Tirhaka (2 Kon. 19:9) hörde. Det yngre Meroë behöll sitt oberoende när Egypten kom under främmande härskare. Den i Apg. 8:27 omtalade drottning (Kandake) Amanirenas var sannolikt härskarinna i Meroë.
Meroë besöktes av grekiska köpmän, och Eratosthenes astronomiska expedition bestämde noggrant dess läge. Redan på Neros tid var landet nedanför Meroë, fordom platsen för så många städer, nästan öde.
Ruinerna i Meroë och Napata undersöktes av Lepsius 1844 och avtecknades i hans "Denkmäler aus Ægypten und Æthiopien" (1849–59). Ytterligare undersökningar vid det yngre Meroë gjordes 1902 och 1905 av E. W. Budge ("The egyptian Sudan: its history and monuments", 1907). Pyramiderna befanns byggda över gravkamrar, som innehöll brända eller utan balsamering begravna kroppar. De mest intressanta föremålen var reliefer på kapellväggar, beskrivna redan av Lepsius och innehållande namn jämte bilder av flera konungar och drottningar samt några kapitel ur Dödsboken, några steler med inskrifter samt kärl av metall och stengods. De bästa relieferna togs ned och sattes upp dels i British museum, dels i Kartums museum. På uppdrag av universitetet i Liverpool började John Garstang 1909 grävningar i stadsruinerna och gravstaden, för vilka han redogjort i "Meroë, the city of the Ethiopians" (1911). Nära floden låg inom en ungefär fem meter tjock stenmur den kungliga staden med flera palats (i ett av dessa fann man skattkammaren och två krukor fulla av guld och juveler), kungligt bad, rikt smyckat med pelarrader, freskomålningar och statyer, med mera. Längre bort låg hantverkarnas hus och soldatkvarteren och, på gränsen mot öknen, en ofantlig begravningsplats. Ännu östligare låg soltemplet, vars väggar är prydda med scener föreställande ett kungligt triumftåg. I templets heligaste står ett altare helgat åt solen och andra föremål tydande på soldyrkan.